# A Pattern Language
 (mars 2015).
Si vous disposez d'ouvrages ou d'articles de référence ou si vous connaissez des sites web de qualité traitant du thème abordé ici, merci de compléter l'article en donnant les références utiles à sa vérifiabilité et en les liant à la section « Notes et références ».
A Pattern Language: Towns, Buildings, Construction est un essai de 1977 sur l'architecture, l'urbanisme et l'habitabilité communautaire écrit par Christopher Alexander, Sara Ishikawa et Murray Silverstein, du Center for Environmental Structure of Berkeley en Californie, avec la participation de Max Jacobson, d'Ingrid Fiksdahl-King et Shlomo Angel. Des décennies après sa publication, il reste un best-seller sur l'architecture aux États-Unis.

## Langage de schéma
Le livre crée un nouveau langage, que les auteurs appellent un langage de schéma provenant d'entités intemporelles appelées modèles (en anglais : patterns : « Les 253 modèles forment ensemble une langue ». Les patterns décrivent un problème puis proposent une solution. Pour ce faire, les auteurs ont l'intention de donner à tout le monde, et non seulement aux professionnels, une méthode de travail pour améliorer une ville ou un quartier avec leurs voisins, concevoir une maison pour eux-mêmes ou concevoir avec des collègues un bureau, un atelier ou bâtiment public.
Il comprend 253 modèles tels que la "Communauté de 7000" (modèle 12): « Les individus n'ont pas de voix efficace dans une communauté de plus de 5.000-10.000 personnes ». Il s'agit d'une forme qu'un mathématicien théorique ou informaticien pourrait appeler une grammaire générative.
Écrit dans les années 1970 à l'Université de Californie, Berkeley, A Pattern Language a été influencé par la langue émergente décrivant la programmation informatique et le design. « Un langage de formes a la structure d'un réseau ». Ainsi, chaque modèle peut avoir une déclaration qui est référencée à un autre modèle en plaçant le numéro de ce modèle entre parenthèses, par exemple: (12) signifie le modèle (motif) "Communauté de 7.000".
Selon Alexander et son équipe, son travail provient de l'observation que des endroits merveilleux du monde n'ont pas été faits par des architectes mais par le peuple. Les gens doivent concevoir eux-mêmes leurs propres maisons, les rues et les communautés.
Le livre utilise des mots pour décrire les tendances, soutenues par des dessins, des photographies et des graphiques. Il décrit des méthodes exactes pour construire à toutes les échelles des régions entières, villes, quartiers, jardins, bâtiments, salles, mobilier, luminaires, jusqu'aux poignées de porte. Les motifs sont considérés par les auteurs comme des hypothèses.
Certains modèles se concentrent sur les matériaux, notant que certains anciens systèmes, tels que le béton, adaptés par la technologie moderne, peuvent devenir l'un des meilleurs matériaux du futur : « Nous croyons que le béton ultra-léger est l'un des matériaux les plus fondamentaux de l'avenir ».
Lorsque ces modèles sont pris ensemble, ils commencent à former une sorte de langue, chaque motif formant un mot ou la pensée d'un véritable langage plutôt que d'être une manière prescriptive de concevoir ou de résoudre un problème. « Chaque solution est indiquée de telle manière qu'elle donne le domaine essentiel des relations nécessaires pour résoudre le problème, mais de façon générale et abstraite, de sorte que vous pouvez résoudre le problème par vous-même, à votre façon, en l'adaptant à vos préférences et aux conditions locales de l'endroit où vous faites cela ».
Le système architectural se compose uniquement des modèles intemporels testés dans le monde réel et examinés par plusieurs architectes pour leur beauté et fonctionnalité.
Le livre veut valoriser la liberté et montrer comment l'architecture peut accroître ou réduire le sentiment de liberté d'un individu.
La méthode de ce livre a été adoptée par l'Université de l'Oregon, et reste l'instrument de planification officielle. Elle a également été adoptée en partie par certaines villes.

## Série
L'ouvrage fait partie d'une série de cinq livres :
- The Timeless Way of Building (volume 1)
- A Pattern Language: Towns, Buildings, Construction[7] (volume 2)
- The Oregon Experiment (volume 3)
- The Production of Houses (volume 4)
- A New Theory of Urban Design (volume 5)